# Da'el (nahija)
Nahija Da'el (ar. ناحية داعل) je nahija u okrugu Daraa, u sirijskoj pokrajini Daraa. Po popisu iz 2004. (prije rata), nahija je imala 43.691 stanovnika. Administrativno sjedište je u naselju Da'el.